# Лихоманка (фільм, 1991)
«Лихоманка» (англ. Fever) — американський телевізійний фільм-трилер 1991 року.

## Сюжет
Після чотирьох років за ґратами, Рей виходить на волю. Він вирішує покінчити зі звоїм злочинним минулим і почати нове життя. Знайшовши свою подругу Лейсі, він дізнається, що вона знайшла собі нового чоловіка, адвоката Елліота. Не бажаючи поступатися, чоловіки постійно сваряться, поки в один день Лейсі не викрадають колишні соратники Рея. Незважаючи на складні взаємини чоловіки об'єднуються заради порятунку коханої жінки.

## У ролях
| Актор                | Роль     |
| -------------------- | -------- |
| Арманд Ассанте       | Рей      |
| Сем Нілл             | Елліотт  |
| Марсія Ґей Гарден    | Лейсі    |
| Джо Спано            | Джанкмен |
| Джон Денніс Джонстон | Джелрой  |
| Стів Ренкін          | Клайд    |
| Марк Бун Джуніор     | Леонард  |
| Джон Грайз           | Боббі    |
| Тім Ренсом           | Зік      |
| Гордон Клепп         | Мікс     |
| Грегг Генрі          | Декстер  |
| Франческа Буллер     | Деніз    |
| Джон Каподіче        | Теллер   |
| Рейнбоу Гарвест      | Мішель   |
| Дендрі Тейлор        | Шарон    |
| ДжейДі Каллам        | Денні    |
| Рон Тейлор           | Мертон   |